# 玛莱区
玛莱区（法語：Le Marais，法語發音：[lə maʁɛ] ⓘ）是法国巴黎的一个区域，横跨巴黎右岸的第三区和第四区，传统的布尔乔亚区域。
19世纪末和20世纪上半叶，薔薇路（Rue des Rosiers）周边地区成为许多来自东欧犹太人的家园。因此在法国沦陷期间，玛莱区也成为纳粹攻击的目标。1944年以后，该区一度衰落。 
1969年，安德烈·马尔罗使玛莱区成为第一个保护区（secteur sauvegardé），该区拥有许多博物馆，美术馆和历史遗迹，大量文学家、艺术家居住在这里，玛莱区的艺术、文化氛围因此浓厚。不同于巴黎其他地方，这里原有的商店出售改业后，门面却不更换，这种保护措施导致奇怪的结果，如“面包店”销售时尚物品，或变成了豪华酒店。
直至2013年，法国老佛爷百货集团公司旗下的巴诗威百货公司（LE BHV MARAIS）正式启动一项企业文化更新计划，使玛莱区又一次成为了巴黎时尚最前沿的街区，同时也成为了巴黎周末人气最旺的地方。近年来，随着国际游客到巴黎旅游的人数增加，玛莱区也开始成为文化、艺术旅游、巴黎式购物以及年轻化生活方式的震中。